# Egesa
A Egesa Engenharia S.A. é uma empresa de engenharia e construção pesada fundada em 1962 em Minas Gerais. Possui sede na cidade de Belo Horizonte e escritórios regionais nas principais capitais do país, como Brasília, São Paulo, Rio de Janeiro, entre outras. Com cerca de 10.000 empregados, atua nos segmentos de obras rodoviárias e ferroviárias, pontes e viadutos, urbanização, barragens, entre outros.
Com 400 obras prontas e 31 em execução no Brasil e no exterior, a empresa registrou receita total de cerca de R$1 bilhão em 2011 e tem valor de mercado e patrimônio de R$2,5 bilhões.
Seu sistema de gestão recebeu as certificações ISO 14001:2004 (Sistema de Gestão Ambiental) e OHSAS 18001:2007 (Segurança e Saúde no trabalho). Foi considerada a 14ª maior construtora do Brasil no ranking da revista especializada O Empreiteiro e e a 17ª maior empresa mineira de 2010 no ranking da revista Mercado Comum.

## Principais Obras
- Construção da Ponte Estaiada sobre o Rio Oiapoque, que liga o Brasil à Guiana Francesa
- Revitalização do Estádio Governador Magalhães Pinto - Mineirão, através do Consórcio Minas Arena, como parte das obras de preparação para a Copa do Mundo de 2014
- Construção de imóveis populares, como parte do projeto Minha Casa, Minha Vida, do Governo Federal
- Condomínio Parques do Vale, complexo urbano no município de Caratinga, próximo ao Vale do Aço, em Minas Gerais[5]
- Construção do gasoduto Gasbel II, da Petrobras
- Pavimentação da BR-230 - Rodovia Transamazônica
- Construção do Aterro Sanitário do município de Caratinga e suas unidades complementares
- Reabilitação de rodovia na província de Bengo, em Angola, com extensão total de 44 km.
- Ampliação de trecho da Marginal Tietê, com extensão total de 18,32 km, incluindo ponte estaiada entre a Avenida do Estado e a marginal.
- Barragem no Rio Setúbal, em Minas Gerais, com capacidade de acumulação de 130 milhões de metros cúbicos de água.
- Reforma de trecho da Ferrovia Ouro Preto-Mariana (CVRD)
- Exploração de petróleo no poço SEG I, na área de campos marginais Araçás Leste, na Bahia.